# Neurowissenschaften
Zu den Neurowissenschaften oder zur Neurobiologie werden die naturwissenschaftlichen Forschungsbereiche gezählt, in denen Aufbau und Funktionsweise von Nervensystemen untersucht werden. Aufgrund der vielfältigen verwendeten Methoden wird neurowissenschaftliche Forschung von Wissenschaftlern aus vielen verschiedenen Disziplinen wie etwa Physiologie, Psychologie, Medizin, Biologie, Informatik oder Mathematik betrieben. Oft gibt es darüber hinaus Kooperationen mit angrenzenden Wissenschaftsbereichen wie der Informationstechnik, der Informatik oder der Robotik.

## Geschichte der Hirnforschung
Funde aus dem frühen Ägypten belegen, dass vor 5000 Jahren operative Eingriffe in das Zentralnervensystem getätigt wurden. Etwa 70 Prozent der Schädel, bei welchen Hinweise auf derartige Eingriffe vorhanden sind, haben sich nach dem Eingriff biologisch verändert, was darauf hinweist, dass der Patient den Eingriff um Monate oder Jahre überlebt hat.
Um 500 v. Chr. soll Alkmaion von Kroton als Erster die Sehnerven und andere sensorische Nerven entdeckt haben. Alkmaion entwickelte die Vorstellung, dass Nerven hohl seien und ein Medium (kenon) umhüllten, das den Sinneseindruck zum Gehirn leitet.  Hippokrates von Kos erkannte, dass das Gehirn als Sitz der Empfindung und Intelligenz fungiert. Um 129–216 n. Chr. wurden die Funktionen einzelner Nervenbahnen durch Galen deskribiert.
Die Kenntnisse der westeuropäischen Hirnforschung fielen im Mittelalter hinter das Niveau der Antike zurück. Die Forschung im europäischen Raum beschäftigte sich primär mit der klösterlichen Heilkräuterkunde.
In der Renaissance wurden erste Sektionen durchgeführt. Der Italiener Giovanni Alfonso Borelli (1608–1679) stellte erstmals die Existenz eines gasförmigen spiritus animalis in Frage. Er vermutete stattdessen die Existenz einer Flüssigkeit, des succus nerveus, die durch die hohlen Nerven in die Extremitäten gepresst werden und so nach pneumatischen Prinzipien die Handlungen hervorrufen solle.
Dass elektrische Impulse über Nerven strömen, wurde im 18. Jahrhundert erstmals beschrieben. Eine zweite wichtige Erkenntnis des 18. Jahrhunderts war, dass die Großhirnrinde funktionell gegliedert ist. Ab dem 19. Jahrhundert schritt auch die Erforschung der Hirnanatomie schnell voran. Im noch jungen 21. Jahrhundert entwickelt sich die Neurowissenschaft primär methodologisch weiter.

## Forschungsfeld
Das Forschungsfeld der Neurowissenschaften ist die Rolle von Nervensystemen jeder Art beim gesamten Vollzug der Lebensvorgänge von biologischen Organismen.
Im Einzelnen geht es in der Neurobiologie um die Analyse von Aufbau und Funktionsweise der zentralen Einheiten aller Nervensysteme, den Neuronen und anderen Zelltypen wie insbesondere Gliazellen. Untersucht werden die Eigenheiten und die Auswirkungen der Vernetzung dieser Zellen zu neuronalen Netzwerken in komplexen Nervensystemen. Beispiele dafür sind das diffuse Nervensystem der Hohltiere, das Strickleiternervensystem der Arthropoden und das Zentralnervensystem der Wirbeltiere.
Forschungsrichtungen der Neurowissenschaften, die sich hauptsächlich mit der Untersuchung von Aufbau und Leistungen des Gehirns von Primaten (d. h. Menschen und Affen) befassen, werden oftmals unter der Bezeichnung Hirnforschung oder Gehirnforschung zusammengefasst. Es gibt jedoch auch Fachrichtungen, die sich explizit mit dem Nervensystem von Pflanzen befassen, insbesondere die Pflanzenneurobiologie.
Neben der experimentellen Grundlagenforschung wird unter medizinischen Gesichtspunkten auch nach Ursachen und Heilungsmöglichkeiten von Nervenkrankheiten wie Parkinson, Alzheimer oder Demenz geforscht. Weiterhin untersucht man in den Neurowissenschaften die kognitive Informationsverarbeitung (neuronale Abläufe bei der Wahrnehmung, früher traditionell als „geistige“ Phänomene bezeichnet) sowie Entstehung und Ablauf emotionaler Reaktionen oder weit gefasste Phänomene wie Bewusstsein und Gedächtnis.
In den letzten Jahrzehnten haben sich deswegen zahlreiche, teilweise institutionell verankerte Kooperationen zwischen Neurowissenschaftlern und Forschern aus anderen Fachbereichen ergeben, wobei die engsten Beziehungen zu Vertretern der Kognitionswissenschaft, Psychologie und Philosophie des Geistes bestehen.

## Disziplinen

Neuromarketing: Eine Werbebotschaft stimuliert den Hypothalamus

Die Neurowissenschaften entziehen sich dem Versuch, sie nach verschiedenen Kriterien scharf in Teilbereiche zu untergliedern. Zwar könnte man die Disziplinen zunächst einmal nach den jeweils betrachteten mikro- und makroskopischen Hierarchie-Ebenen (Moleküle, Zellen, Zellverband, Netzwerk, Verhalten) ordnen, jedoch tendieren die Neurowissenschaften zu einer eher funktionellen Sichtweise. Das heißt, meistens wird die funktionelle Rolle eines mikroskopischen Elements für ein (makroskopisches) System eine oder mehrere Ebenen darüber untersucht.
Im Folgenden ist eine mögliche grobe Einteilung der Neurowissenschaften in verschiedene Disziplinen angegeben:
- Neurophysiologie
- Neuropsychologie

Kognitive Neurowissenschaft
Neuropsychoanalyse
- Klinisch-medizinische Fächer

An zentraler Stelle der Neurowissenschaften steht die Neurophysiologie. Obwohl die Physiologie normalerweise eine Unterdisziplin der Biologie ist, nimmt sie in den Neurowissenschaften insofern eine besondere Rolle ein, als neuronale Aktivität und somit die „Sprache der Nerven“ in den Bereich der Neurophysiologie fällt. Die Neurophysiologie lässt sich untergliedern in die Elektrophysiologie und die Sinnesphysiologie, ist aber auch eng verwandt mit der Neuropharmakologie, Neuroendokrinologie und Toxikologie.
Einen zentralen Platz auf einer höheren Ebene nimmt die Kognitive Neurowissenschaft ein. Sie befasst sich mit den neuronalen Mechanismen, die kognitiven und psychischen Funktionen zugrunde liegen. Sie interessiert sich also vor allem für höhere Leistungen des Gehirns wie auch für dessen Defizite.
Im Jahr 2000 gaben namhafte Neurowissenschaftler einer internationalen Zusammenarbeit mit der Psychoanalyse durch die Gründung einer gesonderten Fachgesellschaft eine Plattform, die sie The Neuropsychoanalysis Association nannten.
Die klinisch-medizinischen Fächer beschäftigen sich mit Pathogenese, Diagnose und Therapie der Erkrankungen des Gehirns und umfassen die Neurologie, Neuropathologie, Neuroradiologie und Neurochirurgie sowie die Biologische Psychiatrie und Klinische Neuropsychologie.

## Methoden
Die Methoden der Neurowissenschaften unterscheiden sich zunächst in ihrer Anwendbarkeit beim Menschen. Zum Studium des menschlichen Nervensystems werden vorwiegend nichtinvasive Verfahren eingesetzt, also Verfahren, die das System nicht schädigen. In Ausnahmefällen und in Tierversuchen werden auch invasive Verfahren verwendet. Einen Ausnahmefall stellen beispielsweise Läsionsstudien dar, welche durch systematischen Vergleich von geschädigten Gehirnen Aufschluss auf die Lokalisation von Funktionen bieten. Allerdings wird die Schädigung nicht gezielt vorgenommen, sondern Patienten mit Hirnverletzungen oder Schlaganfällen stellen die Basis für die Studie dar. Im Folgenden sind die wichtigsten neurowissenschaftlichen Methoden aufgelistet.
- Die Psychophysik ist ausschließlich mit der Messung der Fähigkeiten des Gehirns als Gesamtkomplex innerhalb des Lebewesens beschäftigt. Sie liefert Hinweise auf den Bereich der Möglichkeiten, den ein Lebewesen hat. Die Psychophysik wird oft zusammengebracht mit der Anatomie, wenn Läsionsstudien durchgeführt werden. Patienten mit Hirnläsionen z. B. nach einem Schlaganfall werden mit gesunden Menschen verglichen. Der Vergleich der (psychophysischen) Möglichkeiten zweier neuronaler Systeme mit intaktem bzw. geschädigtem Gehirn erlaubt, die Rolle des geschädigten Hirnbereiches für die Fähigkeiten und Vermögen einzuschätzen. Die Läsionsstudien haben allerdings den Nachteil, dass der Ort der Schädigung erst nach dem Tode des Patienten festgestellt werden konnte. Sie waren daher sehr langwierig, stellten aber über lange Zeit die Basis aller neurowissenschaftlichen Studien dar und begrenzten die Geschwindigkeit des neurowissenschaftlichen Erkenntnisgewinns. In ihrer Methodik spielt die Aktivität von Nervenzellen insofern keine unmittelbare Rolle, als nicht die Nervenzelle, sondern das Gesamtsystem des Lebewesens der Schwerpunkt der Studie ist.
- Mit der Entwicklung von Geräten, die direkt oder indirekt Rückschlüsse auf die Aktivität des Gehirns zulassen, änderte sich auch die Art der Studien. Die Entwicklung der Elektroenzephalographie (EEG) erlaubt es, dem Gehirn beim Arbeiten indirekt zuzuschauen. Die Aktivität von Nervenzellen erzeugt ein elektrisches Feld, das außerhalb des Schädels gemessen werden kann. Da sich orthogonal zu jedem elektrischen Feld auch ein Magnetfeld ausbreitet, kann auch dieses gemessen werden, diese Methode bezeichnet man als Magnetoenzephalographie (MEG). Beiden Methoden ist gemeinsam, dass sie es ermöglichen, die Aktivität von großen Zellverbänden in hoher zeitlicher Auflösung zu messen und damit Aufschluss über die Reihenfolge von Verarbeitungsschritten zu erhalten. Die räumliche Auflösung ist mäßig, dennoch erlaubt es Forschern, Erkenntnisse über Ort und Zeitpunkt von neuronalen Prozessschritten am lebenden Menschen zu gewinnen.
- Mittels der Computertomographie (CT) ist es möglich geworden, Ort und Ausdehnung einer Läsion auch beim lebenden Patienten zu bestimmen. Läsionsstudien wurden damit schneller und auch genauer, da das Gehirn bereits unmittelbar nach einer Schädigung gescannt werden kann und die Anatomie der Schädigung bereits Hinweise auf mögliche (kognitive) Ausfälle geben kann, die dann gezielt studiert werden können. Ein weiterer Nebeneffekt ist die Tatsache, dass das Gehirn sich von einer Schädigung bis zum Tode des Patienten verformt, was die genaue anatomische Bestimmung der Schädigung erschwert. Diese Verformung spielt beim CT insofern keine Rolle, als die Zeitspanne zwischen Schädigung und Tomographie für gewöhnlich kurz ist. Dies gilt im gleichen Maße für die Magnetresonanztomographie (MRT/MRI, auch Kernspintomographie genannt). Beide Methoden haben eine gute bis sehr gute räumliche Auflösung, erlauben aber keinerlei Rückschlüsse auf die Aktivität von Nervenzellen. Sie stellen die Fortsetzung der Läsionsstudien dar.
- Funktionelle Studien, also Studien, die die Funktion bestimmter Hirnareale untersuchen, wurden erst möglich, als bildgebende Verfahren entwickelt wurden, deren gemessene Signalstärke sich in Abhängigkeit von der Aktivität von Hirnarealen verändert. Zu diesen Methoden zählt die Positronen-Emissions-Tomographie (PET), die Single Photon Emission Computed Tomography (SPECT) sowie die funktionelle Magnetresonanztomographie (fMRI/fMRT). Sie alle erzeugen ein Signal von mäßiger bis guter räumlicher Auflösung, haben aber den Nachteil, praktisch blind für die zeitliche Abfolge von neuronalen Prozessen (im Millisekundenbereich) zu sein. Eine relativ neue Methode ist die nichtinvasive Nahinfrarotspektroskopie, die zwar eine gute zeitliche Auflösung besitzt, allerdings nur kleine Bereiche des Gehirns abbilden kann. Im Gegensatz zu anderen funktionellen Methoden kann sie aber wie ein EEG mobil und in natürlichen Umgebungen eingesetzt werden.
- In tierischen Modellsystemen oder in klinischen Studien kommen auch invasive Verfahren zum Einsatz, die gezielt die Eigenschaften des Nervensystems verändern oder aber durch die Messung Schäden oder Verletzungen anrichten. Auf globaler Ebene verändern vor allem pharmakologische Agenten die Eigenschaften von Neuronen oder anderen für die neuronale Aktivität, Plastizität oder Entwicklung relevanten Mechanismen. Bei der pharmakologischen Intervention kann dadurch je nach Substanz ein Hirnareal beeinflusst oder ganz zerstört oder aber im gesamten Gehirn lediglich ein ganz bestimmter Kanal- oder Rezeptortyp der neuronalen Zellmembran beeinflusst werden. Die pharmakologische Intervention ist damit also gleichermaßen eine globale wie eine spezifische funktionelle Methode. Um die Effekte der Intervention zu messen, greift man für gewöhnlich auf die Psychophysik, die Elektrophysiologie oder (post mortem) die Histologie zurück.
- Die Transkranielle Magnetstimulation (TMS) erlaubt es, kurzfristig Hirnareale auszuschalten. Sie wird, obwohl invasiv, auch beim Menschen angewendet, da man nicht von bleibenden Schäden ausgeht. Mittels eines starken Magnetfeldes wird Strom schmerzfrei in ganze Hirnareale induziert, deren Aktivität dadurch nichts mehr mit der normalen Aufgabe der Areale zu tun hat. Man spricht daher manchmal auch von einer temporären Läsion. Die Dauer der Läsion ist für gewöhnlich im Millisekundenbereich und erlaubt daher Einblick in die Abfolge neuronaler Prozesse. Bei der repetitiven transkraniellen Magnetstimulation (rTMS) dagegen werden Hirnareale durch wiederholte Stimulation für Minuten ausgeschaltet, indem man sich einen Schutzmechanismus des Gehirns zunutze macht. Die wiederholte gleichzeitige Stimulation ganzer Hirnareale gaukelt dem Hirn einen drohenden epileptischen Anfall vor. Als Gegenreaktion wird die Aktivität des stimulierten Hirnareals unterdrückt, um eine Ausbreitung der Erregung zu verhindern. Die so erzeugte temporäre Läsion bleibt nun für einige Minuten bestehen. Die räumliche Auflösung ist mäßig, die zeitliche Auflösung sehr gut für TMS und schlecht für rTMS.
- Mittels Elektrostimulation kortikaler Areale kann man, ebenso wie bei der TMS, kurzfristig die Verarbeitung von Nervenimpulsen in bestimmten Hirnarealen beeinflussen oder ganz ausschalten. Im Gegensatz zur TMS wird dazu allerdings der Schädel geöffnet (da von außerhalb des Schädels wesentlich stärkere, schmerzhafte Ströme appliziert werden müssen) und eine Elektrode in ein Hirnareal von Interesse implantiert. Das erlaubt eine wesentlich exaktere räumliche Bestimmung der betroffenen Areale. Die Elektrostimulation wird vor allem in der Neurochirurgie zur Bestimmung der Sprachzentren angewandt, die bei Operationen nicht beschädigt werden dürfen, aber auch in Tiermodellen, um kurzfristig die neuronale Aktivität beeinflussen zu können.
- Dem entgegengesetzt arbeitet die Elektrophysiologie, die, statt Ströme ins Gehirn zu induzieren, elektrische Signale von einzelnen Zellen oder Zellverbänden misst. Hier wird zwischen In-vivo- und In-vitro-Experimenten unterschieden. Bei In-vivo-Experimenten werden Elektroden in das Gehirn eines lebendigen Tieres gebracht, und zwar indem man sie entweder permanent implantiert (chronisches Implantat) oder nur temporär in Hirnareale von Interesse steckt (akutes Experiment). Chronische Implantate erlauben es, die Aktivität des Gehirns bei einem Tier zu studieren, das sich normal verhält. In-vitro-Experimente studieren die elektrische Aktivität von Zellen und werden nicht an lebendigen Tieren vorgenommen, sondern nur am Hirngewebe. Die Aktivität des Gewebes entspricht hier nicht dem normalen Verhalten des Tieres, aber Techniken wie die Patch-Clamp-Technik erlauben sehr viel genauere Rückschlüsse auf die Eigenschaften der Neuronen in einem Hirnareal, da diese systematisch studiert werden können.
- Für das Studium der morphologischen Struktur von Hirngewebe war schon immer die Mikroskopie wichtig. Neuere Techniken, vor allem Multiphotonenmikroskopie und konfokale Mikroskopie erlauben eine bislang ungeahnte räumliche Auflösung. Einzelne Neuronen können in 3D vermessen und morphologische Veränderungen genau studiert werden. Bei Benutzung ionensensitiver oder spannungssensitiver Farbstoffe können auch funktionelle Studien durchgeführt werden.
- Die Theoretische Neurowissenschaft versucht, die Prinzipien und Mechanismen, welche der Entwicklung, Organisation, Informationsverarbeitung und den geistigen Fähigkeiten des Nervensystems zugrunde liegen, mit mathematischen Modellen zu verstehen. Dabei kommen mit der Theorie dynamischer Systeme vor allem Ansätze aus Physik und Mathematik zum Einsatz. Viele Probleme sind analytisch nicht lösbar und müssen deshalb numerisch simuliert werden. Das Feld der Computational Neuroscience kann als Forschungszweig innerhalb der Theoretischen Neurowissenschaft aufgefasst werden, in welchem Computer zur Simulation von Modellen verwendet werden. Da dies meistens der Fall ist, werden die Begriffe „Theoretische Neurowissenschaft“ und „Computational Neuroscience“ häufig synonym verwendet.[1]
- Weitere Felder der Neurowissenschaften auf zellulärer Ebene bieten die Techniken der Genetik. Mit ihrer Hilfe können bei Versuchstieren ganz spezifische Gene gelöscht (z. B. Knockout-Maus), modifiziert oder implementiert werden (s. z. B. Gal4/UAS-System), um deren Bedeutung für das Nervensystem zu beobachten. Praktisch alle oben angeführten Methoden sind auf solchen Mutanten bzw. Transformanten anwendbar. Eine Besonderheit stellt die Optogenetik dar, bei der genetisch modifizierte Zellen durch Bestrahlung mit Licht aktiviert oder inhibiert werden können. Zudem ermöglicht sie die Beobachtung der Aktivität von ganzen Populationen bestimmter Zelltypen unter dem Lichtmikroskop.[4]

## Rundfunkberichte
- Martin Hubert: Hirnforschung – Das Hypothesengenie – Das Gehirn als Vorhersagemaschine (Manuskript), Deutschlandradio, „Wissenschaft im Brennpunkt“ vom 19. Januar 2014